# Resolució 265 del Consell de Seguretat de les Nacions Unides
La Resolució 265 del Consell de Seguretat de les Nacions Unides, aprovada per unanimitat l'1 d'abril de 1969, després de reafirmar la resolució 248, el Consell va condemnar els atacs aeris premeditats d'Israel a les viles de Jordània en flagrant violació de la Carta de les Nacions Unides i les resolucions d'alto el foc i van deplorar la pèrdua de la vida civil i el dany a la propietat.
La resolució va ser aprovada per 11 vots contra cap; Colòmbia, Paraguai, el Regne Unit i els Estats Units es van abstenir de votar.